# Archive (film)
Pour les articles homonymes, voir Archive.
Pour plus de détails, voir Fiche technique et Distribution.
Archive est un film de science-fiction britannique écrit et réalisé par Gavin Rothery, sorti en 2020. Se déroulant dans une dystopie de 2049, le film suit un scientifique qui tente de faire progresser l'intelligence artificielle un peu plus loin que les êtres humains, tout en faisant revenir sa femme d'entre les morts.

## Synopsis
Dans un futur proche, en 2049, la société Archive propose à ses clients de prolonger leur relation avec leurs proches défunts. Il s'agit pour n'importe qui d'interagir avec eux à l'aide d'enregistrements vidéos de dialogues ou d'échanges effectués avant leur mort.  C'est un moyen direct de se souvenir de la personne aimée mais aussi d'apaiser la douleur de l'avoir perdue. 
Dans les montagnes enneigées du Japon, un scientifique solitaire et veuf de la société de robotique domestique ARM, George Almore, travaille sur un véritable équivalent humain de l'intelligence artificielle et  son dernier prototype est presque prêt. Pourtant, se perdant dans les vidéos de son épouse fournies par Archive, son obsession cache un autre objectif personnel qui le hante : faire revenir sa femme décédée d'entre les morts, à la suite d'un accident de voiture que celui-ci conduisait. 
Il parvient à la retrouver sous la forme d'un robot qui ressemble physiquement à son épouse et à une personne humaine, qu'il dénomme J3, après avoir créé des ébauches dénommées J1 et J2. Il ne reste plus qu'à savoir si George Almore détient bien toutes les clés de son œuvre...

## Fiche technique
- Titre original et français : Archive
- Réalisation et scénario : Gavin Rothery
- Montage : Adam Biskupski
- Musique : Steven Price
- Photographie : Laurie Rose (en)
- Production : Cora Palfrey, Philip Herd et Theo James
- Sociétés de production : Independent, Head Gear Films et Untapped
- Société de distribution : Vertical Entertainment
- Pays d'origine :  Royaume-Uni
- Langue originale : anglais
- Format : couleur - 2.35:1
- Genre : science-fiction
- Durée : 105 minutes
- Dates de sortie :
  -  États-Unis : 10 juillet 2020
  -  France : 3 février 2021 (VàD)

## Distribution
- Theo James (VF : Anatole de Bodinat) : George Almore

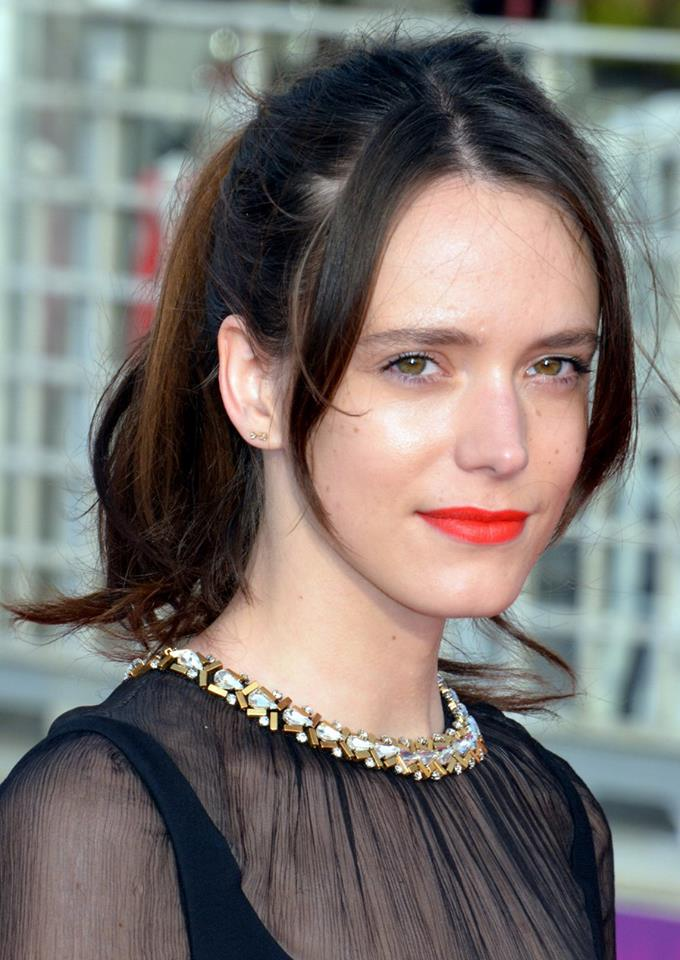
Stacy Martin est l'interprète du rôle de J3, dans le film

- Stacy Martin (VF : Kelly Marot) : Julie Alice Almore / J3, la femme de George / la voix du robot J2
- Rhona Mitra (VF : Sybille Tureau) : Simone, vice-présidente du développement interne chez Artisan Robotics
- Peter Ferdinando (VF : Jérémie Covillault) : M. Tagg
- Toby Jones (VF : Jean-François Vlérick) : Vincent Sinclair
- Richard Glover (VF : Ludovic Baugin) :  Melvin
- Hans Peterson : Elson
- Lia Williams (VF : Léovanie Raud) : le système vocal de la maison de George

## Sortie
Le film devait initialement être présenté en première au festival South by Southwest en mars 2020, mais a été annulé en raison de la pandémie Covid-19. Il est sorti en projections limitées dans les salles de cinéma des États-Unis le 10 juillet 2020.